# Храм Рождества Христова (Нижнекундрюченская)
Храм во имя Рождества Христова ― православный храм в станице Нижнекундрюченская, Усть-Донецкий район, Ростовская область, Россия. Относится к Волгодонской епархии Московского патриархата. Построен в 1906 году. По некоторым данным, считается самым большим сельским православным храмом в Европе.

## История
Станица Нижнекундрюченская была одной из самых богатых во всей Области Войска Донского. Численность её населения к началу XX века составляла 7 000 человек.
Храм во имя Рождества Христова стал третьим храмом, построенным в станице. До него в XVIII веке были возведены две деревянные церкви.
Новый же храм решили строить из кирпича. В 1902 под руководством архитектора и главного строителя Ивана Родомского начались работы по его возведению: так, сначала было решено забить 4 000 четырёхметровых свай для фундамента, и на эту трудоёмкую работу ушло около года. Тем не менее в общем и целом работы продвигались очень быстро. В них принимали непосредственное участие почти все станичники.
12 октября 1906 года храм был освящён протоиереем Василием Ильинским.
В 1930-е годы власти предпринимали неоднократные попытки закрыть церковь, которые встречали противодействие местных жителей. Прибывший в 1933 году отряд НКВД разогнал его защитников, после чего в станице последовали аресты. Храм был закрыт и разграблен. Колокола были отправлены на переплавку.
В годы Второй мировой войны богослужения в храме возобновились. Однако уже в 1961 году храм был закрыт вторично и его помещения использовались под спортивный зал, а затем его превратили в колхозный склад.
В 1990 году храм открыли вновь, в том же году начались работы по его восстановлению, которые продолжались вплоть до 2008 года.

## Описание храма
Церковь имеет три престола: главный освящен в честь Рождества Христова, северный – в честь Святой Троицы, южный – в честь Казанской иконы Божией Матери.
Здание занимает площадь в 940 кв.м., высота стен ― 56 м., высота от земли до креста ― 76 м.
Стены и потолок внутри не расписаны.